# Cupania americana
Cupania americana är en kinesträdsväxtart som beskrevs av Carl von Linné. Cupania americana ingår i släktet Cupania och familjen kinesträdsväxter. Inga underarter finns listade i Catalogue of Life.